# Fútbol en los I Juegos Deportivos Centroamericanos
El torneo de fútbol de los Juegos Centroamericanos de 1973 fue el primero en realizarse. La ciudad anfitriona foi la Ciudad de Guatemala, Guatemala. Todos los juegos se llevaron a cabo entre el 24 de noviembre y el 2 de diciembre de 1973. La competencia fue restringida por edad, abierta únicamente a menores de 21 años.

## Clasificación
| Equipo      | Pts. | PJ | PG | PE | PP | GF | GC | Dif |
| ----------- | ---- | -- | -- | -- | -- | -- | -- | --- |
| Panamá      | 7    | 4  | 3  | 1  | 0  | 5  | 0  | 5   |
| Nicaragua   | 5    | 4  | 2  | 1  | 1  | 5  | 5  | 0   |
| El Salvador | 4    | 4  | 1  | 2  | 1  | 2  | 4  | -2  |
| Guatemala   | 3    | 4  | 1  | 1  | 2  | 4  | 3  | 1   |
| Costa Rica  | 1    | 4  | 0  | 1  | 3  | 3  | 7  | -4  |

### Resultados
| Fecha                   | Lugar               | Local       |                        | Resultado |                        | Visitante   |
| ----------------------- | ------------------- | ----------- | ---------------------- | --------- | ---------------------- | ----------- |
| 24 de noviembre de 1973 | Ciudad de Guatemala | El Salvador | Bandera de El Salvador | 1 – 0     | Bandera de Costa Rica  | Costa Rica  |
| 25 de noviembre de 1977 | Ciudad de Guatemala | Nicaragua   | Bandera de Nicaragua   | 1 – 0     | Bandera de Guatemala   | Guatemala   |
| 26 de noviembre de 1973 | Ciudad de Guatemala | Panamá      | Bandera de Panamá      | 2 – 0     | Bandera de Costa Rica  | Costa Rica  |
| 26 de noviembre de 1973 | Ciudad de Guatemala | Guatemala   | Bandera de Guatemala   | 3 – 0     | Bandera de El Salvador | El Salvador |
| 28 de noviembre de 1973 | Ciudad de Guatemala | Nicaragua   | Bandera de Nicaragua   | 1 – 1     | Bandera de El Salvador | El Salvador |
| 28 de noviembre de 1973 | Ciudad de Guatemala | Panamá      | Bandera de Panamá      | 1 – 0     | Bandera de Guatemala   | Guatemala   |
| 30 de noviembre de 1973 | Ciudad de Guatemala | Panamá      | Bandera de Panamá      | 0 – 0     | Bandera de El Salvador | El Salvador |
| 30 de noviembre de 1973 | Ciudad de Guatemala | Nicaragua   | Bandera de Nicaragua   | 3 – 2     | Bandera de Costa Rica  | Costa Rica  |
| 2 de diciembre de 1973  | Ciudad de Guatemala | Panamá      | Bandera de Panamá      | 2 – 0     | Bandera de Nicaragua   | Nicaragua   |
| 2 de diciembre de 1973  | Ciudad de Guatemala | Guatemala   | Bandera de Guatemala   | 1 – 1     | Bandera de Costa Rica  | Costa Rica  |

## Campeón
| Juegos Deportivos Centroamericanos 1973 |
| --------------------------------------- |
| Bandera de Panamá                       |
| Panamá 1º Título                        |

## Clasificados a losJuegos Centroamericanos y del Caribe 1974
| Bandera de Panamá | Bandera de Nicaragua |
| Panamá            | Nicaragua            |
| ----------------- | -------------------- |